# Карасевич, Александр Мирославович
Алекса́ндр Миросла́вович Карасе́вич (род. 24 августа 1948 года в г. Турка Львовской области Украинской ССР) — российский учёный, доктор технических наук, профессор, член-корреспондент РАН (с 2016), заведующий кафедрой экономики региональной энергетики и энергоэффективности Российского государственного университета нефти и газа им. И. М. Губкина, вице-председатель Межведомственной рабочей группы по газу Европейской экономической комиссии Организации Объединённых Наций.

## Биография
В 1968 году окончил Дрогобычский нефтяной техникум по специальности «Разведочное бурение нефтяных и газовых скважин». В 1973 году — с отличием Московский институт нефтехимической и газовой промышленности им. И. М. Губкина (ныне — Российский государственный университет нефти и газа) по специальности «Электрификация и автоматизация горных работ». В 1984 году защитил диссертацию на соискание учёной степени кандидата технических наук по теме «Разработка и применение методов расчета надежности проектируемых магистральных газопроводов». В 1992 году стажировался в Нью-Йоркском Университете (США) по программе «Повышение эффективности менеджмента», в 1998 году — в «Газ де Франс» (Франция) по программе ТASIS «Экономика и управление предприятием». В 2003 году защитил докторскую диссертацию по теме «Методология и средства управления развитием региональных систем газоснабжения». В 2006—2009 годах обучался Академия народного хозяйства при Правительстве Российской Федерации, программа DBA. В 2010 году прошёл обучение по программе Executive DBA IEMI (Европейский институт международного менеджмента), Франция.
С 1973 по 1999 годы работал в Научно-исследовательском институте природных газов и газовых технологий — ВНИИГАЗ, где прошёл путь от инженера до заместителя генерального директора по науке. С 1999 по 2013 год — генеральный директор ОАО «Газпром промгаз».
Автор более 80 изобретений, порядка 200 научных трудов, включая 24 монографии. Является автором комплекса технических решений и обоснований надёжности систем магистральных газопроводов, вошедших в проекты трансконтинентальных газопроводов от месторождений Надым-Пуртазовского региона и Ямала в Европейскую часть России, Западную Сибирь, Центральную и Западную Европу, включая газопроводы Уренгой — Ужгород, Ямбург — западная граница СССР, Уренгой — Центр, Ямбург — Тула (всего 22 нитки магистральных газопроводов).
Под руководством Карасевича выполнен ряд значимых для российской экономики проектов: разработаны генеральные схемы газоснабжения и газификации, энергетические стратегии большинства регионов РФ, включая энергетическую стратегию и генеральную схему энергоснабжения г. Москвы и технико-экономическое обоснование комплексной реконструкции системы энергоснабжения Центрального и Адмиралтейского районов Санкт-Петербурга, концепция энергосбережения регионов России, генеральная схема освоения малых нефтегазовых и газоконденсатных месторождений России, проект экспериментальных работ по промысловой добыче метана из угольных пластов на научном полигоне в Кузбассе и др.
В круг его профессиональных интересов входили энергетическая безопасность и энергосбережение, стратегические направления развития экономики регионов, вопросы подготовки инженерно-технических кадров, соответствующих инновационному развитию российской экономики.
Подозревается в хищениях почти 2 млрд рублей при реализации проекта «Газификация регионов России». Скрывается от следствия, в 2017 году объявлен в розыск. 25 марта 2019 года решением судьи Бабушкинского суда города Москвы заочно арестован.

## Награды
- Орден Почёта.
- Дважды лауреат премии Правительства Российской Федерации в области науки и техники,
- Заслуженный работник нефтяной и газовой промышленности РФ,
- Почётный работник топливно-энергетического комплекса Российской Федерации,
- Почётный работник газовой промышленности РФ,